# Ruscus colchicus
Ruscus colchicus är en sparrisväxtart som beskrevs av Peter Frederick Yeo. Ruscus colchicus ingår i släktet Ruscus och familjen sparrisväxter. Inga underarter finns listade i Catalogue of Life.